# Musée national de Tokyo
Le musée national de Tokyo (東京国立博物館, Tōkyō kokuritsu hakubutsukan), ou TNM, Inauguré en 1872, est le plus ancien et le plus grand musée du Japon. Il se situe à l'intérieur du parc d'Ueno dans l'arrondissement de Taitō à Tokyo. Ce musée possède et préserve une collection complète d'œuvres d'art et d'objets archéologiques du Japon et d'autres pays de l'Asie de l'Est. Il détient 113 897 objets, incluant 87 objets classés trésor national japonais et 631 objets classés bien culturel important (au 31 mars 2012) ; il conserve de plus 2 689 objets privés, dont cinquante trésors nationaux et 252 biens culturels importants. Le musée mène aussi des recherches et organise des événements ayant trait à sa collection.

## Galeries
Les salles principales réparties dans des bâtiments différents sont la galerie japonaise (本館, honkan, littéralement bâtiment principal), la galerie asiatique (東洋館, tōyōkan), hyōkeikan (表慶館), heiseikan (平成館), la galerie des trésors du temple Hōryū-ji (法隆寺宝物館, Hōryūji hōmotsukan), ainsi que le Centre de Recherches et d'Informations (資料館, shiryōkan) et d'autres lieux. Il y a des restaurants et des boutiques à l'intérieur du musée, ainsi que des expositions extérieures et un jardin où les visiteurs peuvent apprécier le passage des saisons.
Les collections du musée se concentrent surtout sur les arts japonais et les arts asiatiques anciens au long de la route de la soie. Il y a aussi une très grande collection d'arts gréco-bouddhiques. Concernant le Japon, le premier étage du musée offre un aperçu chronologique des divers arts : poterie et haniwa, art bouddhique primitif, peintures et armes médiévales, estampes ukiyo-e. Le rez-de-chaussée est plus thématique avec l'art de la poterie, du travail du fer, des armes, de la céramique, de la laque et de l'artisanat. Les collections asiatiques explorent succinctement les arts de la Chine, de Corée, d'Inde, d'Asie centrale et d'Égypte.
Les guides sont fournis en japonais, coréen, chinois, anglais, français, allemand et espagnol.
Les collections et points d'intérêt se répartissent dans plusieurs bâtiments.
- Honkan : bâtiment principal qui présente un survol de l'art japonais des débuts jusqu'au XIXe siècle. Ce pavillon a été inauguré en 1938 et a été conçu par Watanabe Jin.
- Heiseikan : consacré à l'architecture japonaise et aux anciennes cultures japonaises. On y présente également des expositions temporaires d'envergure.
- Hyōkeikan : bâtiment historique construit en 1909 pour célébrer un mariage impérial et comme exemple représentatif de l'architecture occidentale. Sert pour des expositions temporaires.
- Kuroda : pavillon conçu par l'architecte Okada Shin'ichiro et construit en 1928 pour répondre aux dernières volontés du peintre Kuroda Seiki pour que ses œuvres soient présentées au public.
- Jardins et maisons de thé : à l'arrière du site, sont aménagés un jardin, un vaste étang et cinq maisons de thé de style traditionnel.
- Tōyōkan : conçu par Yoshirō Taniguchi et construit en 1968, le pavillon expose des artefacts de Chine, de Corée, d'Indonésie, d'Asie centrale, de l'Inde et de l'Égypte.
- Hōryū-ji : conçu par Yoshio Taniguchi, le bâtiment est inauguré en 1999 et abrite les trésors de Hōryū-ji, vaste ensemble bouddhique qui fit don de 300 objets à l'empereur en 1878.
- Shiryōkan : inauguré en 1984, destiné à la recherche et centre de documentation.
- Kuromon : porte noire de l'ancienne Edo, actuelle Tokyo, qui servait d'entrée au domaine de la famille féodale Ikeda.

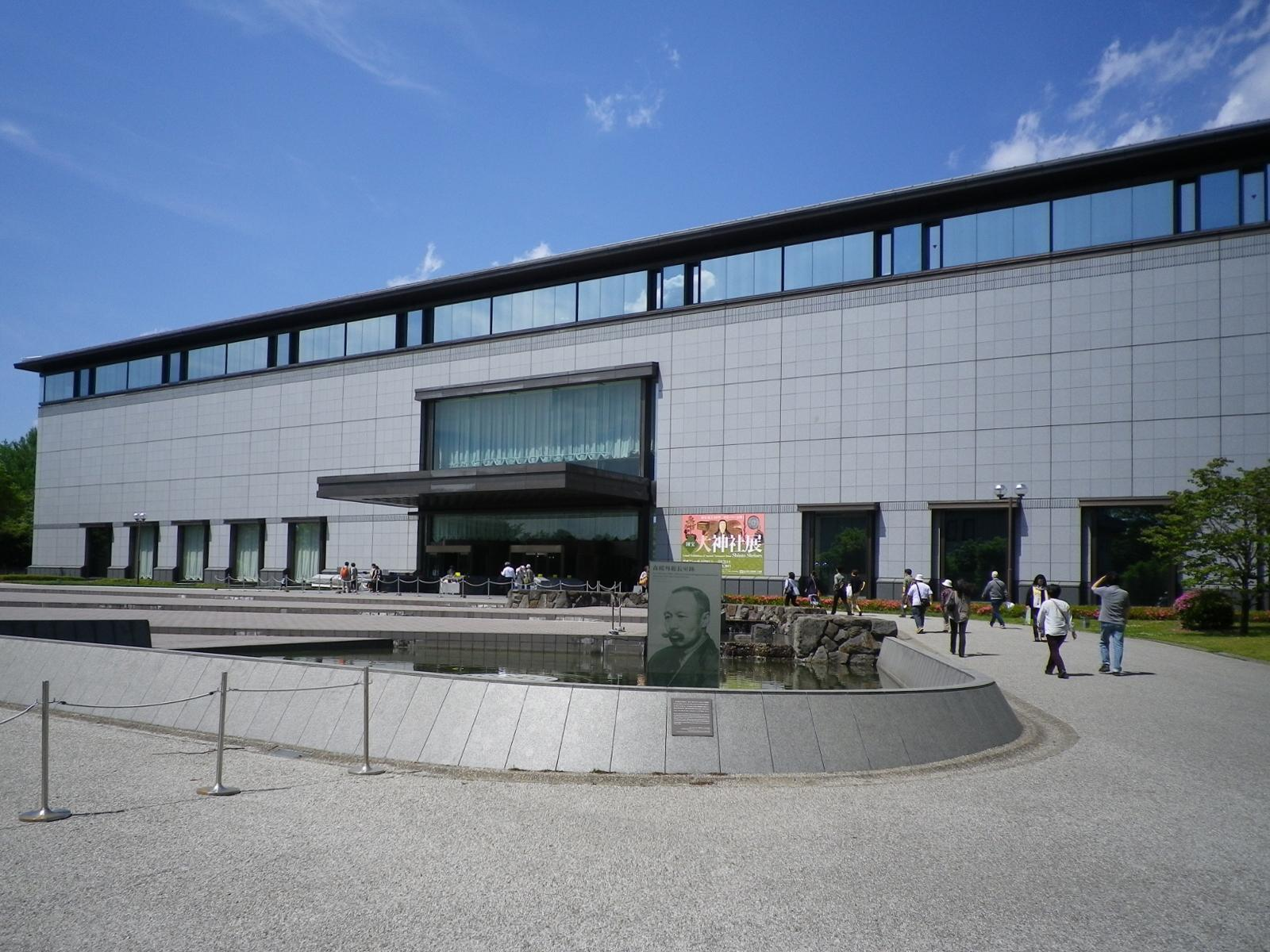
Bâtiment Heiseikan
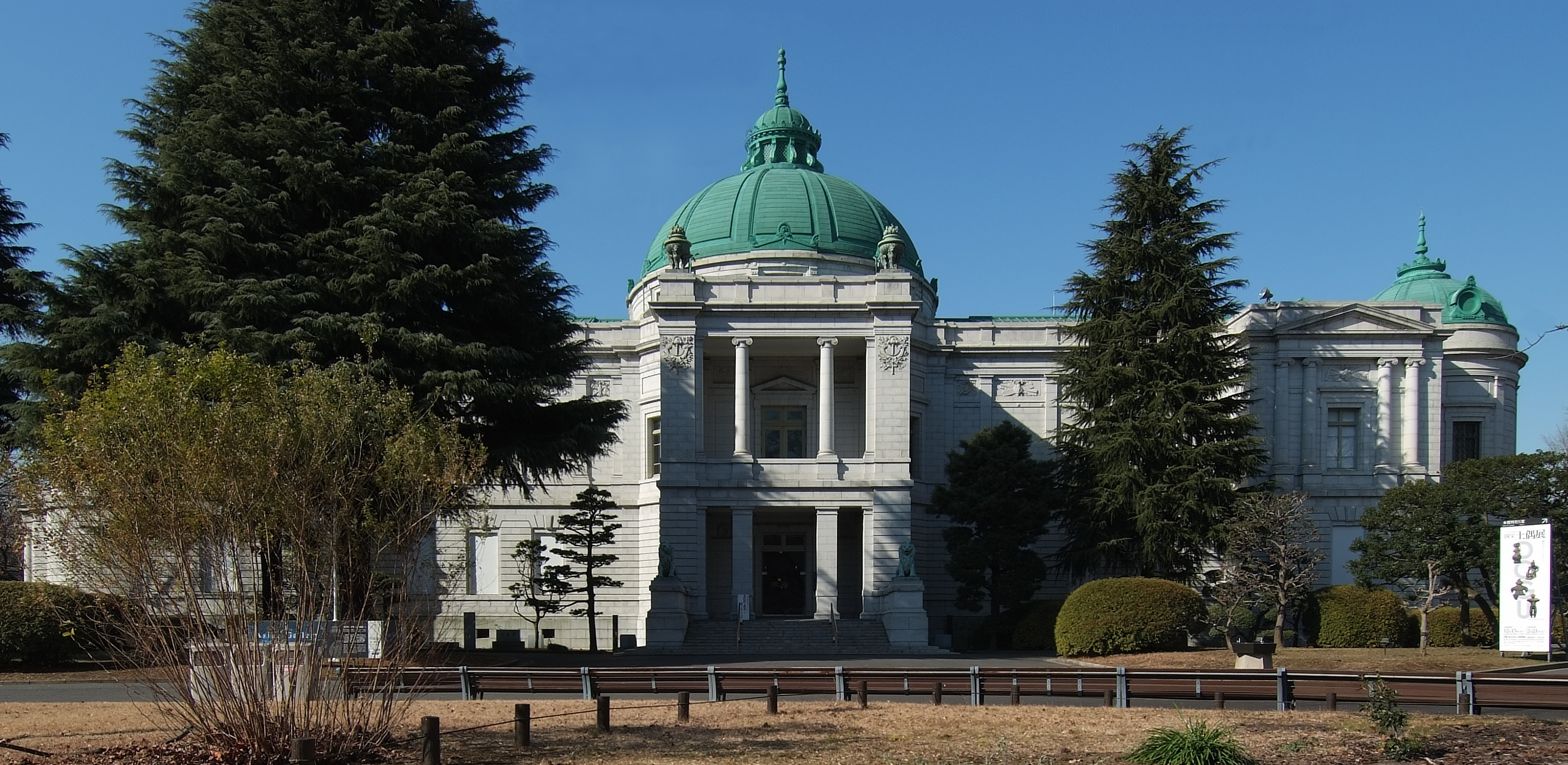
Bâtiment Hyōkeikan
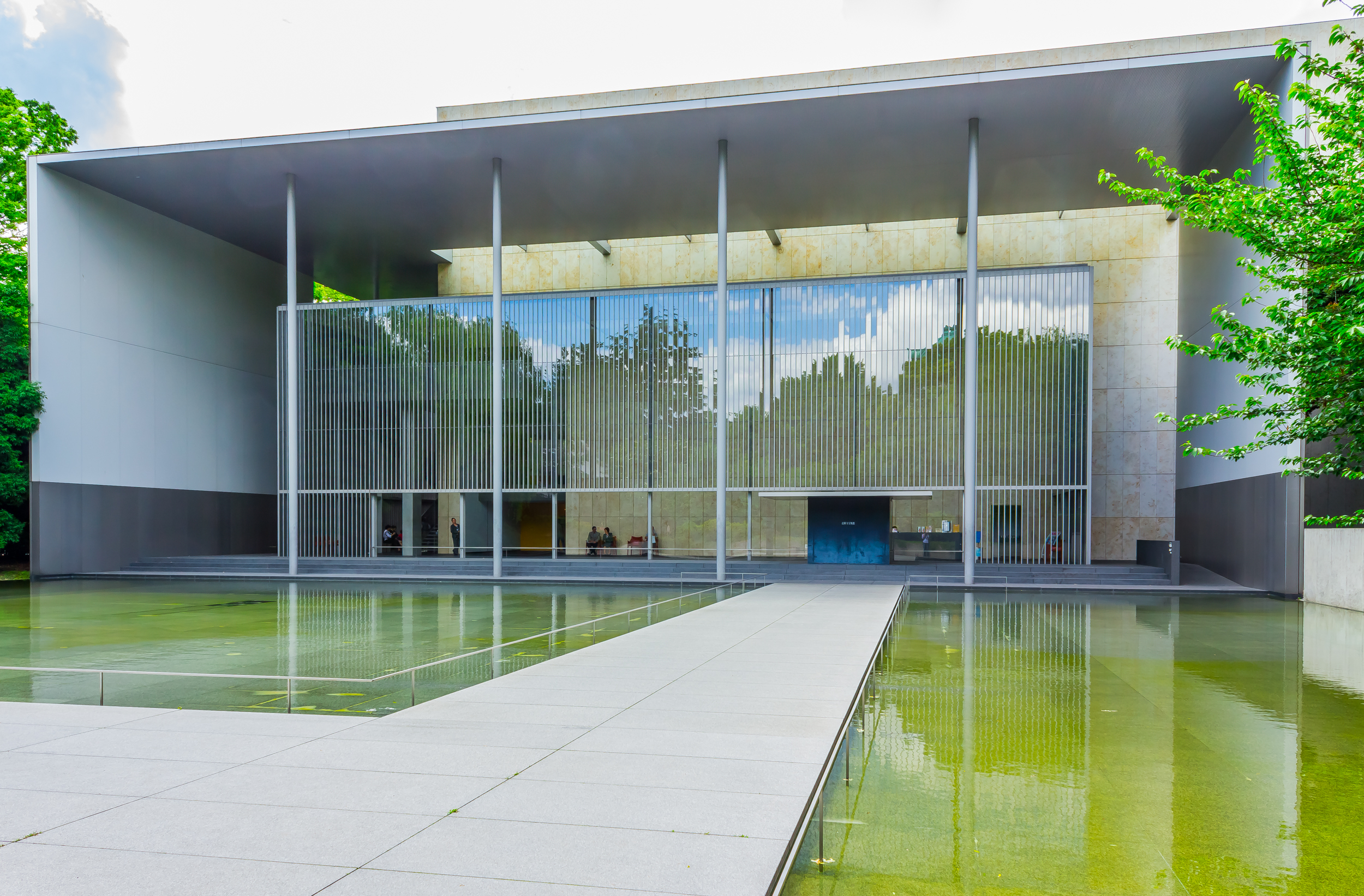
Bâtiment Hōryū-ji
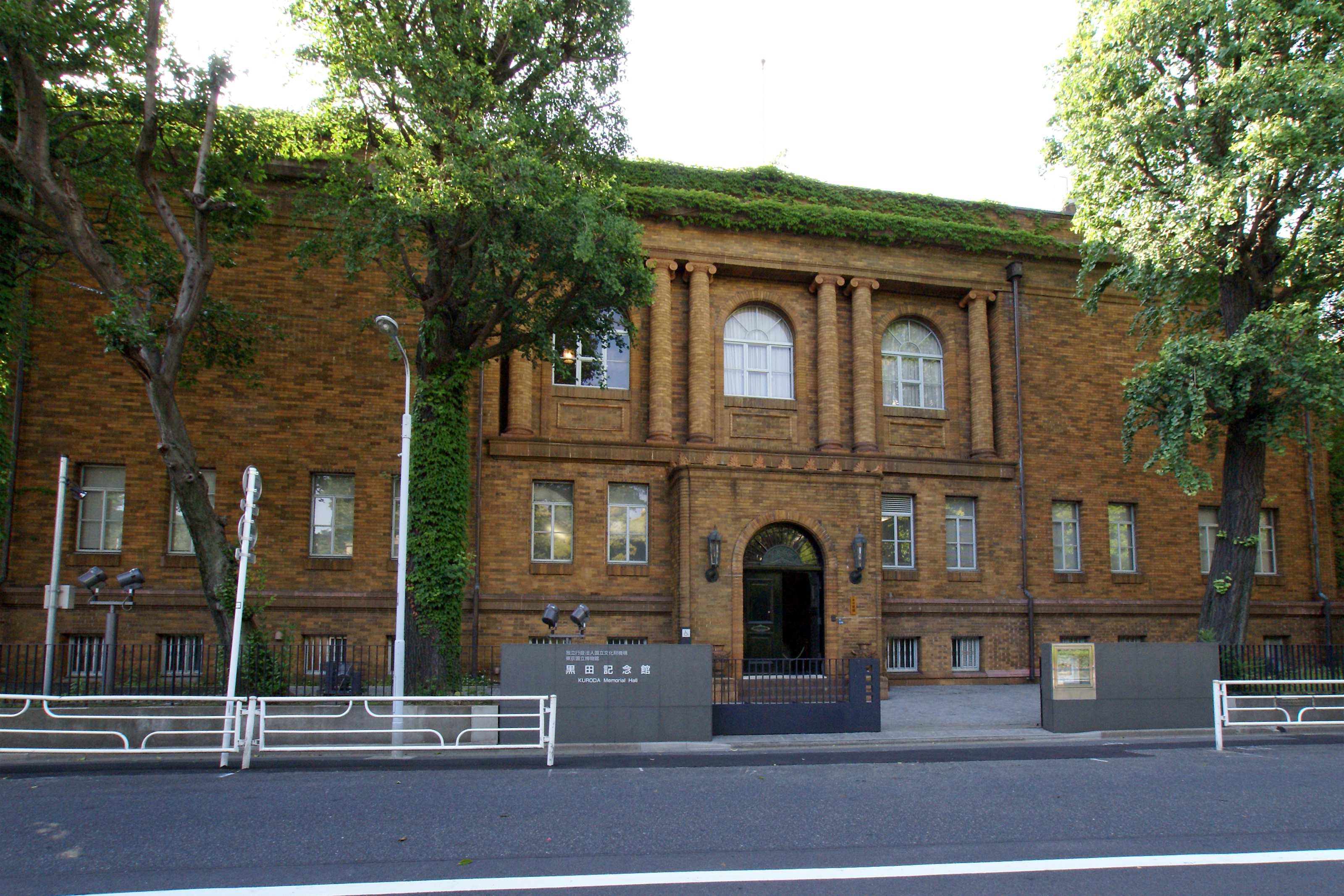
Bâtiment Kuroda
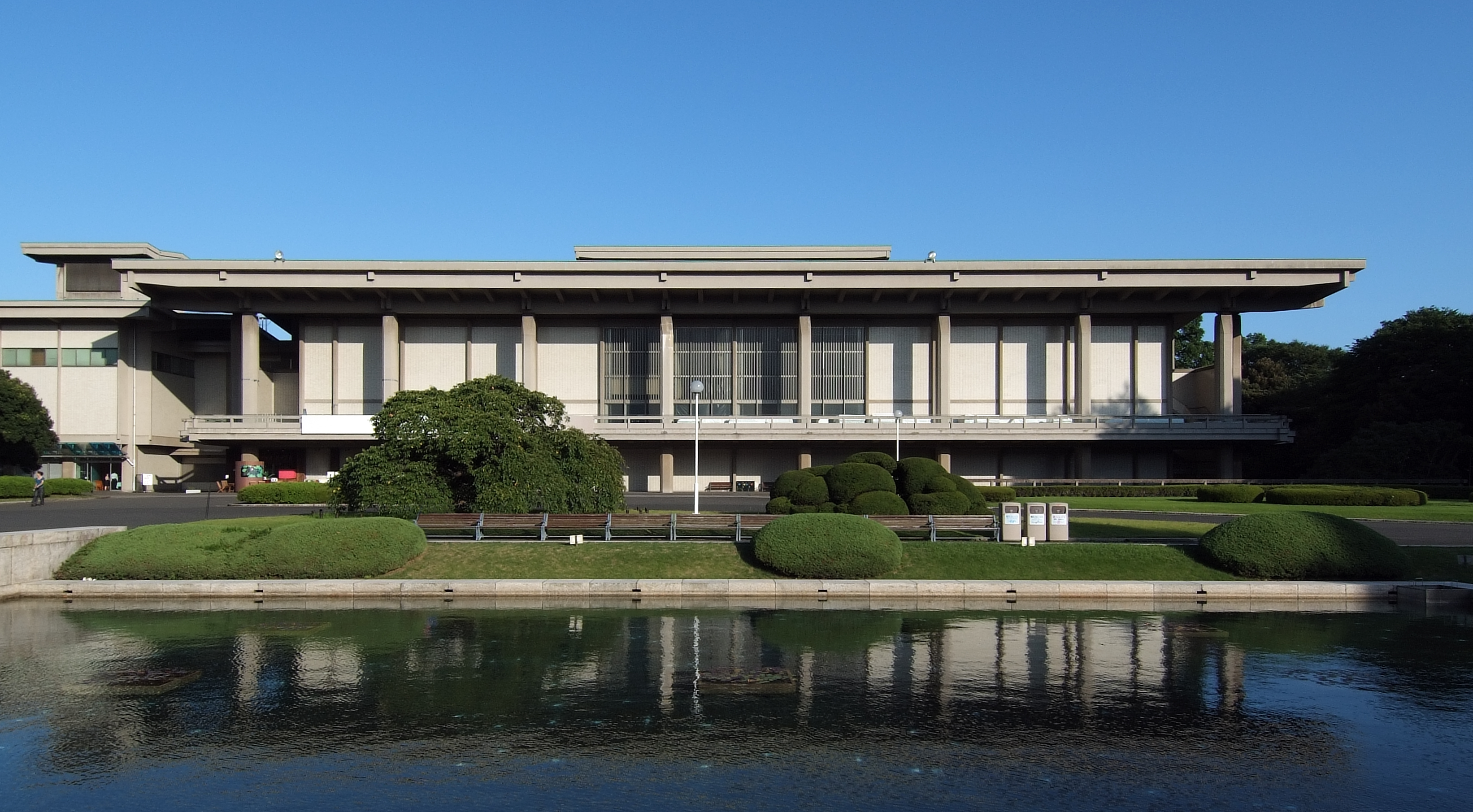
Bâtiment Tōyōkan
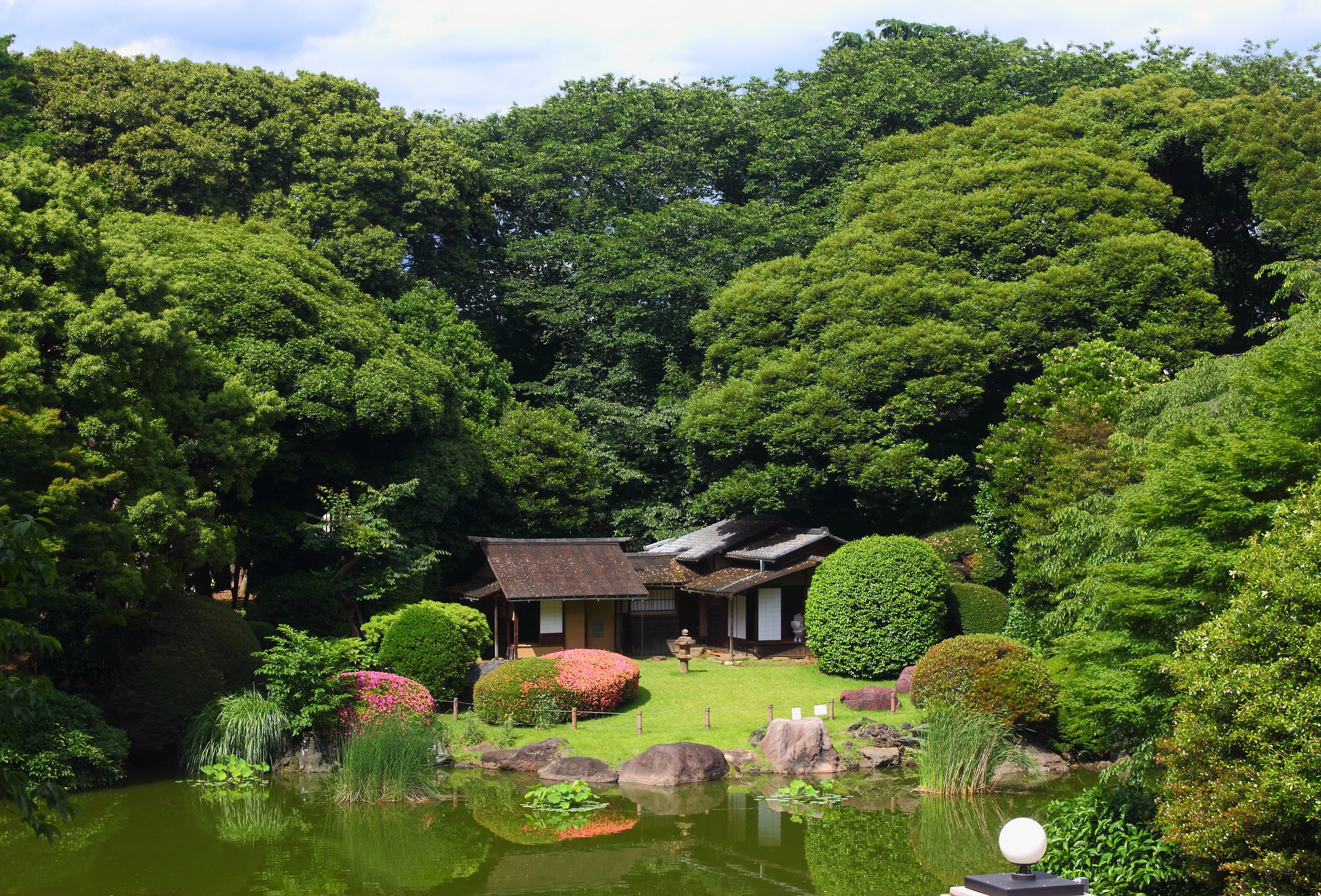
Jardins et maison de thé
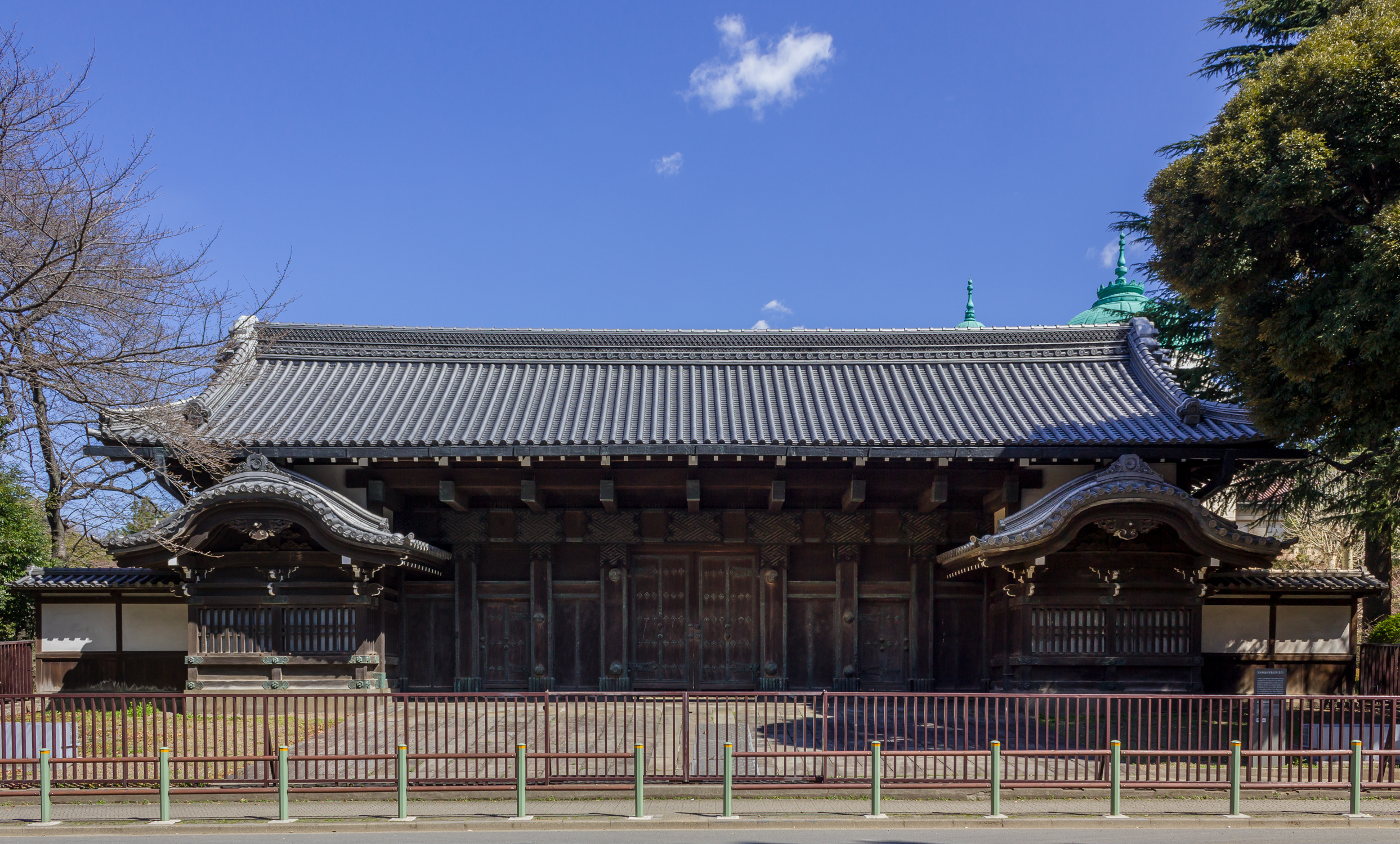
Porte Kuromon

## Histoire
Le musée fut fondé en 1872, lorsque la première exposition fut accueillie par le département du musée du ministère de l'éducation au pavillon Taiseiden. Celui-ci avait constitué les débuts du premier musée au Japon. À la suite de son ouverture, le musée s'est déplacé à Uchiyamashita-cho (aujourd'hui Uchisaiwai-cho) et en 1882 il s'est déplacé encore au parc Ueno, où le musée y demeure depuis. Depuis son installation, le musée a connu plusieurs catastrophes majeures tels que le tremblement de terre de Kantō de 1923 et des fermetures temporaires durant la guerre en 1945. En plus de cent-vingt années d'histoire, le musée a dû subir de grandes évolutions et d'autres transformations à travers des réformes d'organisation et de changements administratifs.
Le musée a traversé divers changements de noms, ayant été nommé « musée impérial » en 1886 et « musée de Ménage » Impérial de Tokyo en 1900, jusqu'à ce que son nom actuel lui fut donné en 1900.